# Diochlistus tenebrosus
Diochlistus tenebrosus är en tvåvingeart som beskrevs av Paramonov 1950. Diochlistus tenebrosus ingår i släktet Diochlistus och familjen Mydidae. Inga underarter finns listade i Catalogue of Life.